# Arctic (компанія)

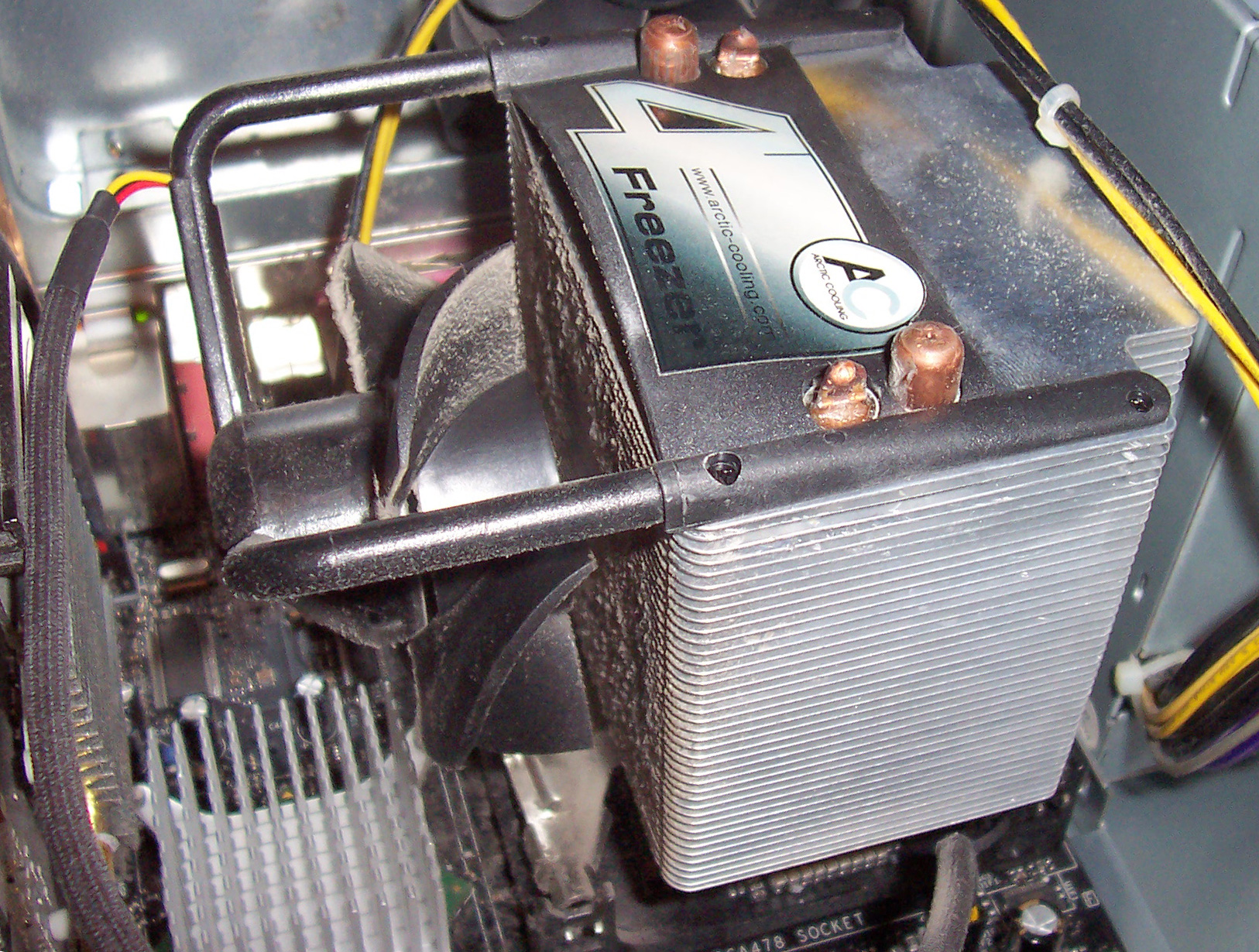
Кулер ЦП «Freezer 4» для Socket 478 з «плаваючим» вентилятором

Arctic GmbH (раніше відома як Arctic Cooling) — заснований в Швейцарії виробник систем охолодження для апаратного забезпечення комп'ютерів. Починаючи з 2010 року, Arctic розширив свій бізнес й почав випускати периферійні пристрої та акустичні системи. Підприємство засноване 2001 року.

## Логотип

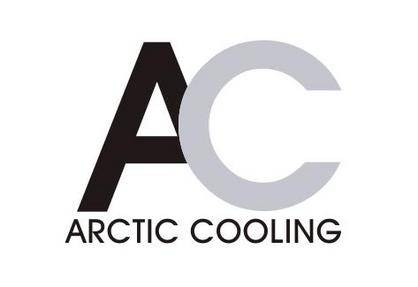
Логотип Arctic Cooling до 2010
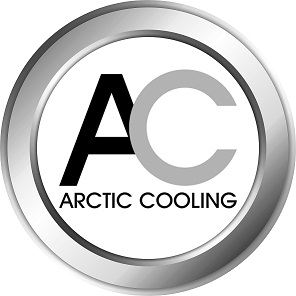
Емблема Arctic Cooling
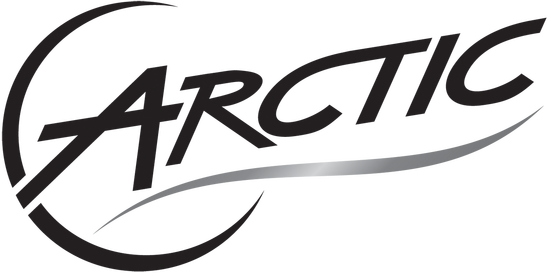
Логотип, що використовувався з 2010 до січня 2017
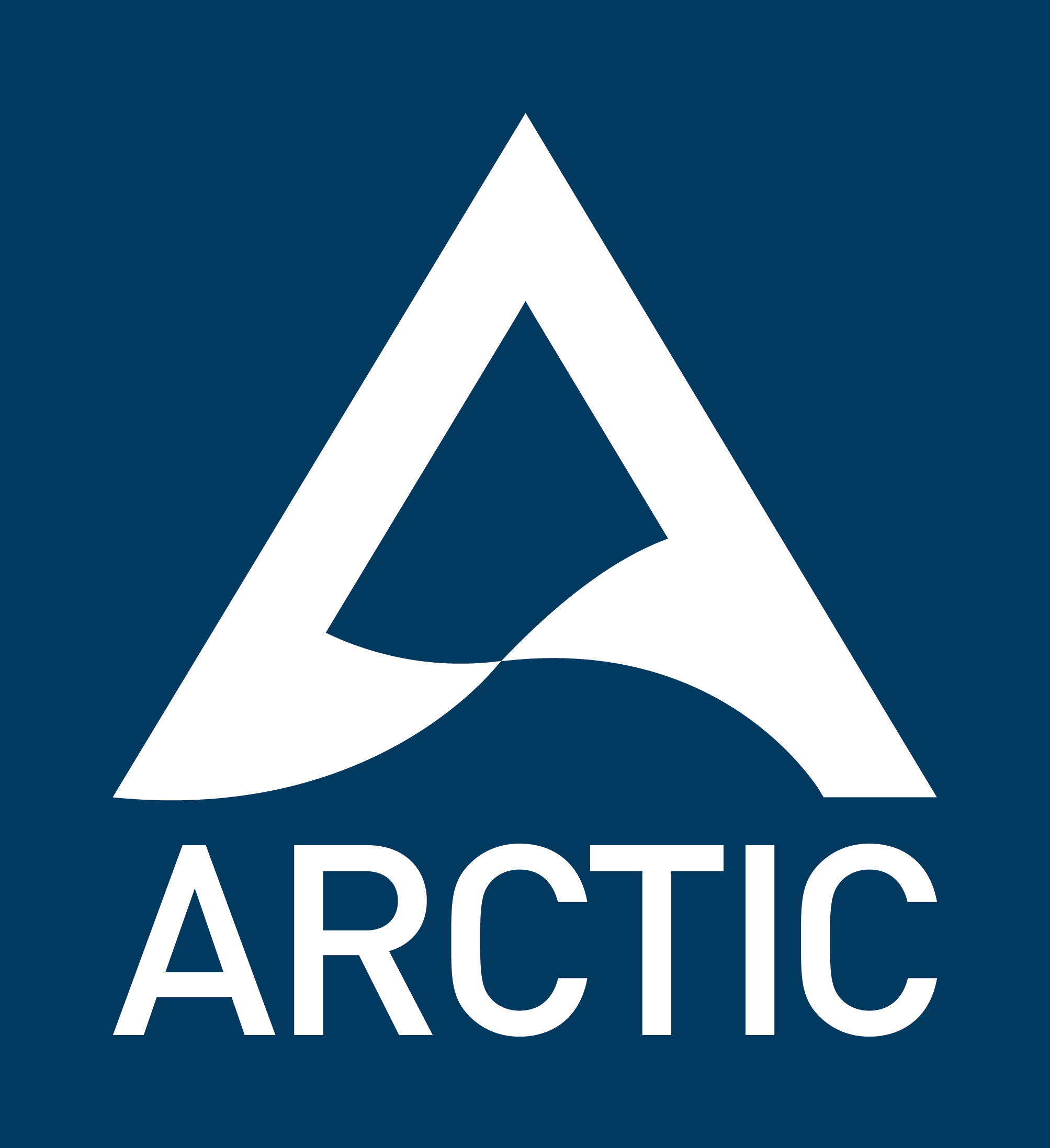
Поточний логотип, використовується з січня 2017